# Distrito de Mahesana
Mahesana (en guyaratí; મહેસાણા જિલ્લો ) es un distrito de India en el estado de Guyarat . Código ISO: IN.GJ.MA.
Comprende una superficie de 4 382 km².
El centro administrativo es la ciudad de Mahesana. Dentro del distrito se encuentra la localidad de Kheralu.

## Demografía
Según el censo de 2011 contaba con una población total de 2 027 727 habitantes.